# Galinsoga parviflora
La galinsoga comune (nome scientifico Galinsoga parviflora Cav., 1795)  è una piccola pianta erbacea infestante appartenente alla famiglia delle Asteraceae.

## Etimologia
L'etimologia del nome generico (Galinsoga) deriva dal medico spagnolo Mariano Martinez de Galinsoga (1766-1797), medico a Madrid e Soprintendente per il Giardino Botanico di Madrid; mentre L'epiteto specifico (parviflora) deriva da due parole latine: ”parvus” (=piccolo) e ”flos”  (=fiore) e fa riferimento ai piccoli fiori di questa pianta.

Il binomio scientifico attualmente accettato (Galinsoga parviflora) è stato proposto dal botanico spagnolo Antonio José Cavanilles (1745 –  1804)  nella pubblicazione ”Icones et descriptiones plantarum quae aut sponte in Hispania crescunt aut in hortis hospitantur” del 1795.

## Descrizione

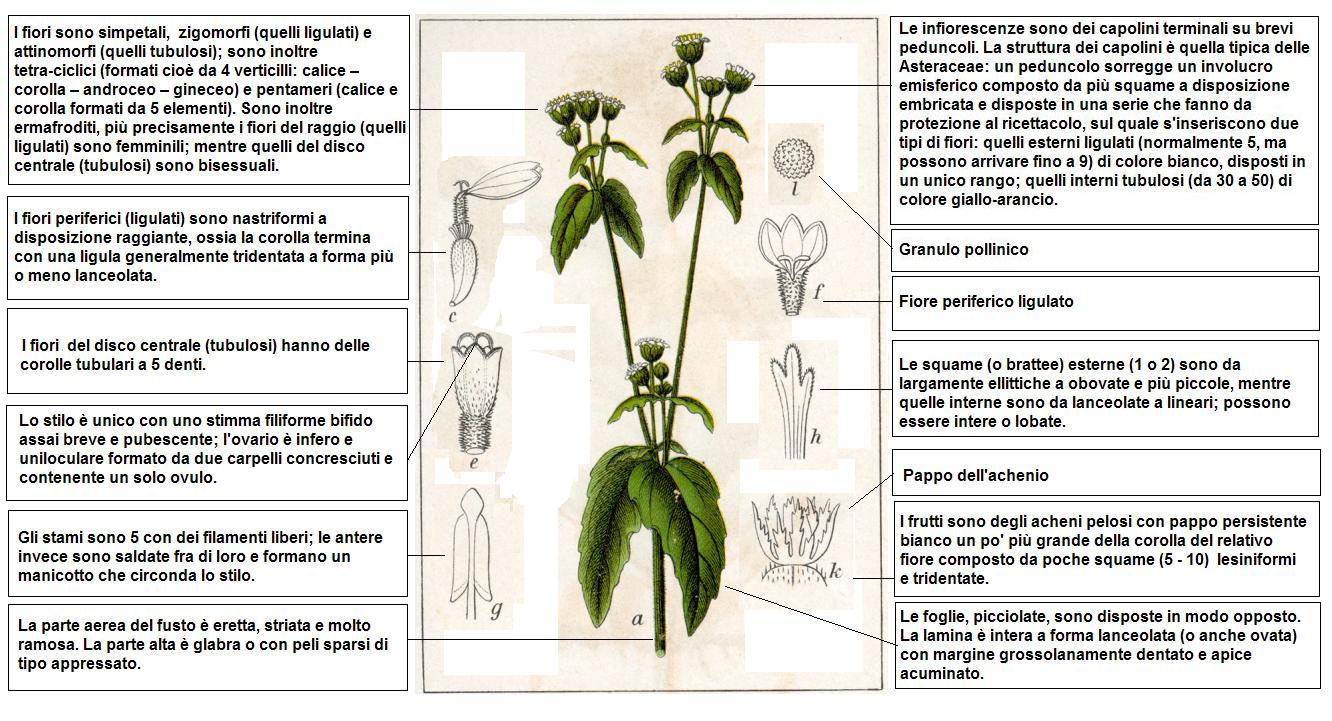
Descrizione delle parti della pianta

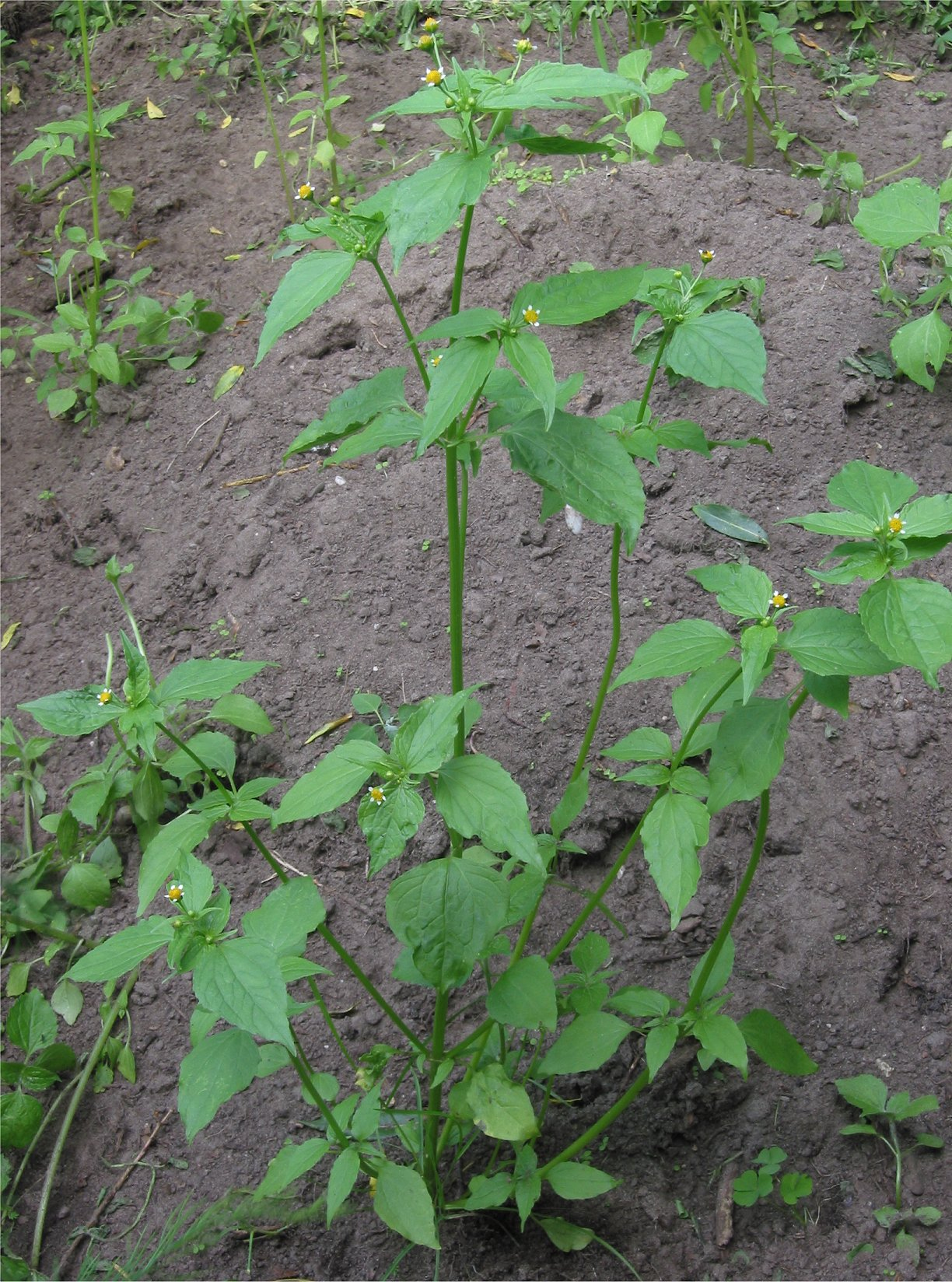
Il portamento

Sono piante basse, la cui altezza arriva al massimo a 1 – 5 dm.  La forma biologica della specie è terofita scaposa (T scap); ossia sono piante erbacee che differiscono dalle altre forme biologiche poiché, essendo annuali, superano la stagione avversa sotto forma di seme; sono inoltre munite di asse fiorale eretto, spesso con poche foglie. Queste Asteraceae sono senza latice. 

### Radici
Le radici sono del tipo fascicolato.

### Fusto
- Parte ipogea: la parte sotterranea è fittonante.
- Parte epigea: la parte aerea del fusto è eretta, striata e molto ramosa. La parte alta è glabra o con peli sparsi di tipo appressato.

### Foglie

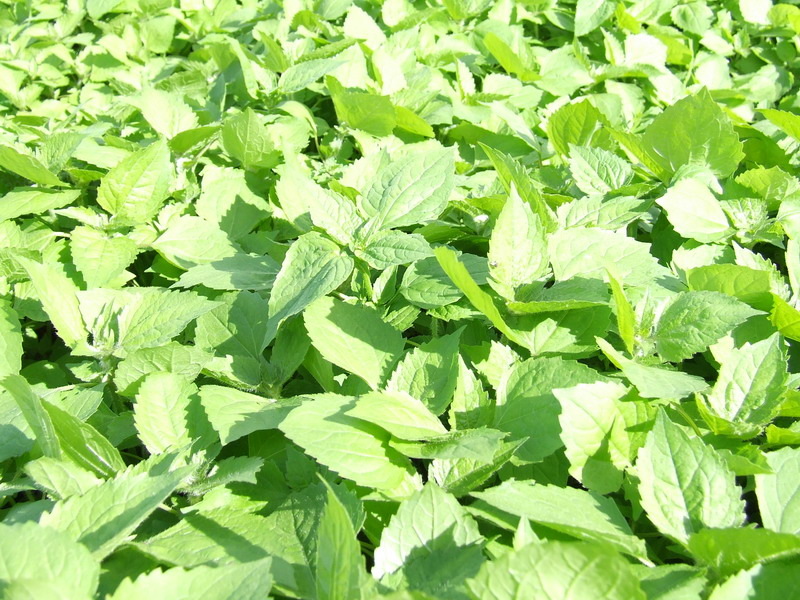
Le foglie

Le foglie, picciolate, sono disposte in modo opposto. La lamina è intera a forma lanceolata (o anche ovata) con margine grossolanamente dentato e apice acuminato. Lunghezza del picciolo: 1 – 2 cm. Dimensioni della lamina: larghezza 2 – 3 cm: lunghezza 4 – 5 cm.

### Infiorescenza

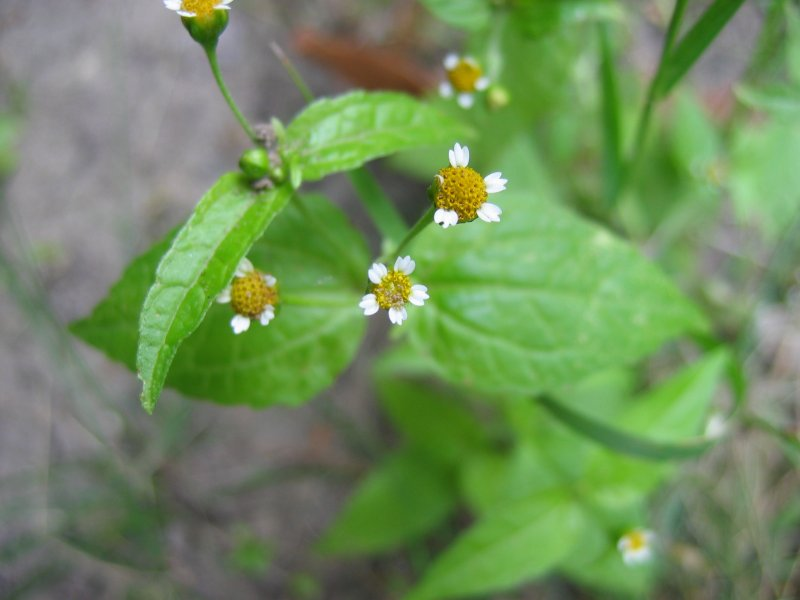
Infiorescenza

Le infiorescenze sono dei capolini terminali su brevi peduncoli. La struttura dei capolini è quella tipica delle Asteraceae: un peduncolo sorregge un involucro emisferico composto da più squame a disposizione embricata e disposte in una serie che fanno da protezione al ricettacolo, sul quale s'inseriscono due tipi di fiori: quelli esterni ligulati (normalmente 5, ma possono arrivare fino a 9) di colore bianco, disposti in un unico rango; quelli interni tubulosi (da 30 a 50) di colore giallo-arancio. Le squame (o brattee) esterne (1 o 2) sono da largamente ellittiche a obovate e più piccole, mentre quelle interne sono da lanceolate a lineari; possono essere intere o lobate. Lunghezza di peduncoli: 2 – 4 cm. Diametro dei capolini: 5 – 7 mm. Diametro dell'involucro: 4 mm.

### Fiore
I fiori sono simpetali, zigomorfi (quelli ligulati) e attinomorfi(quelli tubulosi); sono inoltre tetra-ciclici (formati cioè da 4 verticilli: calice – corolla – androceo – gineceo) e pentameri (calice e corolla formati da 5 elementi). Sono inoltre ermafroditi, più precisamente i fiori del raggio (quelli ligulati) sono femminili; mentre quelli del disco centrale (tubulosi) sono bisessuali.
- Formula fiorale: per questa pianta viene indicata la seguente formula fiorale:

* K 0/5, C (5), A (5), G (2), infero, achenio
- Calice: i sepali sono ridotti ad una coroncina di squame.
- Corolla: i fiori periferici (ligulati) sono nastriformi a disposizione raggiante, ossia la corolla termina con una ligula generalmente tridentata a forma più o meno lanceolata. Quelli del disco centrale (tubulosi) hanno delle corolle tubulari a 5 denti. Dimensione dei fiori ligulati: larghezza 0,7 – 1,5 mm; lunghezza 0,5 – 1,8 mm.
- Androceo: gli stami sono 5 con dei filamenti liberi; le antere  invece sono saldate fra di loro e formano un manicotto che circonda lo stilo.
- Gineceo: lo stilo è unico con uno stimma filiforme, bifido e assai breve e pubescente; l'ovario è infero e uniloculare formato da due carpelli concresciuti e contenente un solo ovulo.
- Fioritura: da maggio a ottobre.

### Frutti
I frutti sono degli acheni pelosi con pappo persistente bianco un po' più grande della corolla del relativo fiore e composto da poche squame (5 - 10) lesiniformi e tridentate. Dimensione del frutto: 1,3 – 2,5 mm. Lunghezza delle squame: 0,5 – 2 mm.

## Biologia
- Impollinazione: l'impollinazione avviene tramite insetti (impollinazione entomogama).
- Riproduzione: la fecondazione avviene fondamentalmente tramite l'impollinazione dei fiori (vedi sopra).
- Dispersione: i semi cadendo a terra sono successivamente dispersi soprattutto da insetti tipo formiche (disseminazione mirmecoria). I semi sono piccoli e leggeri per cui è possibile anche una certa dispersione per merito del vento (disseminazione anemocora])

## Distribuzione e habitat

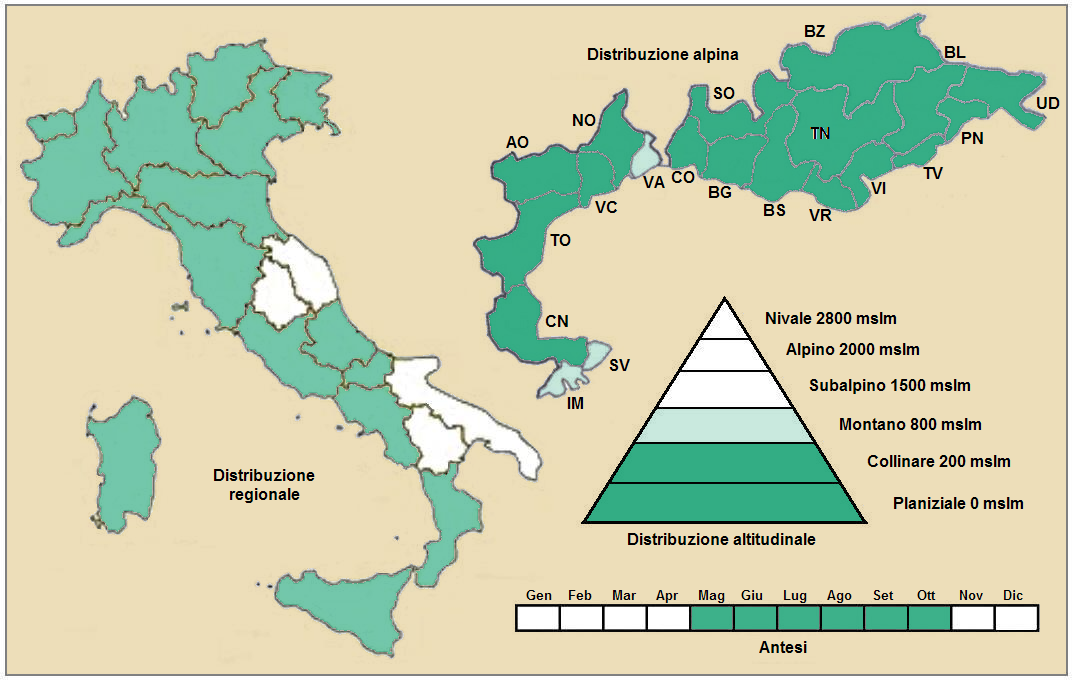
Distribuzione della pianta
(Distribuzione regionale – Distribuzione alpina)

- Geoelemento: il tipo corologico (area di origine) è Sud Americano, ma sta diventano Cosmopolita.
- Distribuzione: è una specie comune in tutte le regioni italiane ma è considerata specie esotica naturalizzata[5]; è più rara sul versante Adriatico centro-meridionale. Nelle Alpi è ovunque presente; anche oltre confine (sempre nelle Alpi) è una pianta comune (a parte alcuni dipartimenti francesi). Sui vari rilievi europei manca solamente nelle Alpi Dinariche (è quindi presente nella Foresta Nera, Vosgi, Massiccio del Giura, Massiccio Centrale, Pirenei, Monti Balcani e Carpazi).[6]
- Habitat: l'habitat tipico per questa pianta sono le colture estive: è una pianta infestante (e sinantropa) soprattutto dei campi a mais, patate e vigneti; ma anche aree incolte e abbandonate. Il substrato preferito è sia calcareo/siliceo che siliceo con pH acido, alti valori nutrizionali del terreno che deve essere mediamente umido e relativamente caldo-pesante.
- Distribuzione altitudinale: sui rilievi queste piante si possono trovare fino a 1500 m s.l.m.; frequentano quindi i seguenti piani vegetazionali: collinare e montano (oltre a quello planiziale – a livello del mare).

### Fitosociologia
Dal punto di vista fitosociologico la specie di questa voce appartiene alla seguente comunità vegetale:
Formazione: delle comunità terofiche pioniere nitrofile
Classe: Stellarietea mediae
Ordine: Centaureetalia cyani
Alleanza: Panico-Setarion

## Tassonomia
La famiglia di appartenenza della Galinsoga parviflora, Asteraceae o Compositae, nomen conservandum, è la più numerosa del mondo vegetale, comprende oltre 23000 specie distribuite su 1535 generi (22750 specie e 1530 generi secondo altre fonti). Il genere di appartenenza (Galinsoga) è composto da un paio di specie.

Il numero cromosomico di G. parviflora è: 2n = 16, 32.

### Variabilità
Nelle checklist anglosassoni (soprattutto al di là dell'Atlantico) sono indicate diverse varietà (non presenti in Italia):

- Galinsoga parviflora subsp. quadriradiata (Ruiz & Pav.) Pers. (1807)
- Galinsoga parviflora var. caracasana (DC.) A. Gray (1853)
- Galinsoga parviflora var. hispida DC. (1836)
- Galinsoga parviflora var. semicalva A. Gray (1853)

### Ibridi
Sono possibili ibridi con Galinsoga ciliata: Galinsoga × mixta J. Murr (1931); specialmente quando abitano lo stesso areale.

### Sinonimi
Questa entità ha avuto nel tempo diverse nomenclature. L'elenco seguente indica alcuni tra i sinonimi più frequenti:

- Adventina parviflora Raf.
- Galinsoga quinquiradiata Ruiz & Pav. 
- Stemmatella sodiroi Hieron. 
- Wiborgia acmella Roth 
- Wiborgia parviflora (Cav.) Kunth (1818)

### Specie simili
L'altra specie dello stesso genere presente in Italia è la Galinsoga ciliata. Quest'ultima si distingue dalla Galinsoga parviflora per un portamento più robusto, e per la presenza di peli ghiandolosi nelle parti alte della pianta.

## Usi

### Farmacia
Secondo la medicina popolare questa pianta ha le seguenti proprietà medicamentose:
- astringente (limita la secrezione dei liquidi);
- emostatica;
- cicatrizzante (accelera la guarigione di ferite).

Inoltre è utile per il trattamento delle punture d'ortica. 

### Cucina
Le parti giovani della pianta (fusti e foglie) possono essere usati come verdure come insalata se crude o per minestre se cotte, oppure essiccate e quindi macinate per produrre una polvere da condimento (tipo spezia). Ad esempio in Colombia con questa spezia si prepara una minestra chiamata “Ajiaco”.

## Altre notizie
(1)La Galinsoga parviflora in altre lingue viene chiamata nei seguenti modi:
- (DE)  Kleinblütiges Knopfkraut
- (FR)  Galinsoga à petites fleurs
- (EN)  Gallant Soldier

(2)In Italia la prima coltivazione è relativa agli orti botanici di Firenze (1806) e di Padova (1812); poi, sfuggendo al controllo, incomincia a diffondersi rapidamente nelle varie regioni italiane.